# Pachyphyllum pastii
Pachyphyllum pastii är en orkidéart som beskrevs av Heinrich Gustav Reichenbach. Pachyphyllum pastii ingår i släktet Pachyphyllum och familjen orkidéer. Inga underarter finns listade i Catalogue of Life.